# Robert Austin
Pour les articles homonymes, voir Robert Austin (explorateur) et Austin.
Robert Sargent Austin, né le 23 juin 1895 à Leicester (Angleterre) et mort le 18 septembre 1973 à Burnham Overy (Angleterre), est un illustrateur, graveur et médailleur britannique.

## Biographie
Austin est élève à l'école municipale d'art de Leicester de 1909 à 1913 puis au Royal College of Art à Londres où ses études sont interrompues par la Première Guerre mondiale. Il retourne au College en 1919 pour étudier la gravure avec Sir Frank Short et reçoit une bourse pour étudier la gravure en Italie. Au cours des dernières années du « renouveau de la gravure » entre 1920 et 1930, il produit des gravures à partir de plaques de cuivre travaillées avec des détails très fins dans un style presque préraphaélite,.

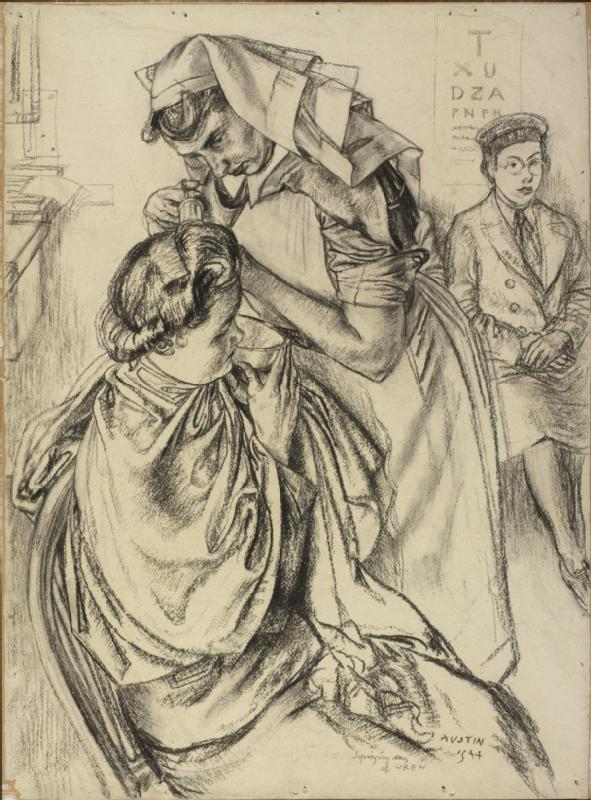
Queen Alexandra's Royal Naval Nursing Service, dessin de 1943.

Au cours de la Seconde Guerre mondiale, Austin travaille comme artiste de guerre en enregistrant les efforts des femmes dans la Royal Air Force et dans les services d'infirmerie du Comité consultatif des artistes de guerre. Il se tourne ensuite vers l'enseignement au Royal College of Art en tant que professeur de gravure à partir de 1946. Austin devient par la suite conseiller pour la conception de billets de banque à la Banque d'Angleterre entre 1956 et 1961 et conçoit des billets de dix shillings et d'une livre émis au début des années 1960.
Marié à l'écrivaine Ada May Harrison (1899-1958), Austin illustre plusieurs de ses livres. Ils ont un fils, Robert, et deux filles, Rachel et Clare. Il se rend propriétaire d'une ancienne chapelle méthodiste à Burnham Overy Staithe dans le nord de Norfolk et la convertit en studio d'où il peut admirer les beaux marais et le paysage environnant qu'il peint. Il a l'habitude de peindre au début de la matinée parce qu'il aime la luminosité de ce moment.
…

## Hommages
- Élu Membre de la Royal Society of Painter-Etchers and Engravers (R.E.) en 1927 et succède à Malcolm Osborne comme président de 1962 à 1979[4].
- Élu Membre à part entière de la Royal Watercolour Society (R.W.S.) en 1934 et en est le président de 1957 à 1973.
- Élu Associé de l'Académie royale en 1939 et membre à part entière (R.A.) en 1949 en tant que graveur[5].

## Œuvres
- Scythes, estampe, burin et pointe sèche, 1946[6].
- Queen Alexandra's Imperial Military Nursing Service, dessin graphique, 1943[7].
- Royal Navy Grog, dessin, 1942[8].
- Peinture et nombreux portraits dont celui de Sir Winston Churchill, dessin au crayon et craie, coll. priv.[9].
- Landscape with dead Trees, détrempe toile sur carton, 1920, The Ashmolean Museum of Art and Archaeology[10].
- Examples of San Bernardino, choisis par Ada Harrison, illustré par Robert Austin, 1926[11].
- Champ de bataille (Ypres), gravure pointe sèche, 1920[12].